# Hotel Europejski w Krakowie
Hotel Europejski w Krakowie – trzygwiazdkowy hotel usytuowany w centrum Krakowa, w bezpośrednim sąsiedztwie Dworca Głównego, przy ulicy Lubicz 5. 
Hotel został wybudowany w 1884 przez Jana Kazimierza Lubicz Łapińskiego. 3-kondygnacyjny (1 piętro przeznaczone było dla gości, pozostałe dla służby). Hotel posiadał restaurację, do której dobudowano następnie salę teatralno-balową oraz powozownię. W 1966 hotel został upaństwowiony i przeszedł pod zarząd najpierw Dyrekcji Hoteli Miejskich, a w 1973 Krakowskiego Przedsiębiorstwa Turystycznego Wawel-Tourist, ulegając znacznej dewastacji. 23 maja 1991 zwrócony spadkobierczyni (wnuczce założyciela), Marii Lubicz Łapińskiej-Czepczyk. Po gruntownym remoncie, prowadzi go obecnie syn pani Marii – Jacek Czepczyk.
Obecnie oferuje 87 miejsc noclegowych w 41 pokojach, a także restaurację, kawiarnię, ogród czarodziejski, klub bilardowy, salę balową, sale konferencyjne i kantor.